# Les Murs
Pour plus de détails, voir Fiche technique et Distribution.
Les Murs (hongrois : Falak) est une comédie dramatique hongroise écrite et réalisée par András Kovács et sortie en 1968.

## Synopsis
Le directeur technique hongrois Béla Benkő mène un entretien à Paris avec deux de ses collègues irakiens. Ils sont pressés de rentrer chez eux, mais ils profitent de quelques heures de temps libre avant le départ. Profitant de cette occasion inattendue, Benkő rend visite à un ancien camarade d'université qu'il n'a pas vu depuis dix ans et qui s'est installé en France en 1956. Lendvai lui présente sa jeune épouse française, mais Benkő n'arrive pas vraiment à se détendre, car il a reçu un message de Budapest l'informant que son ami et subordonné, l'ingénieur László Ambrus, a désobéi au directeur général et risque donc une sanction disciplinaire pouvant aller jusqu'au licenciement. Benkő est un fervent partisan du système, un membre reconnu de la première élite éduquée et qualifiée de l'après-guerre, mais même lui peut être embarrassé par l'effronterie de son ami. Malgré cela, il réfléchit aux moyens de le sauver.
Ambrus, suspendu de ses fonctions à Pest, attend la décision concernant sa sanction disciplinaire. Il rencontre quelques amis et collègues.
Zsuzsa, qui est une ancienne collaboratrice et amie proche du directeur général, tente de jouer un rôle de médiatrice et de dissuader Ferenczit d'engager une procédure disciplinaire.
La femme d'Ambrus, qui ne travaille pas dans l'entreprise, essaie également de trouver du soutien. Mais ils ont l'impression que l'atmosphère autour d'eux est devenue glaciale. Ce sont surtout les collègues avec lesquels ils avaient déjà des relations plus distantes qui essaient de garder le plus de distance possible.
Le soir, Ambrus et sa femme sont invités chez des amis. Les invités occupent tous des postes de direction dans différents domaines de la vie économique. Ils discutent de l'époque, des réformes économiques, des principales questions sociales et économiques liées au nouveau système économique. Ambrus voit également les racines de ses propres conflits dans cette opposition entre l'ancienne et la nouvelle approche de la direction.
Benkő rentre enfin chez lui et rend visite à Ambrus, qui tente d'expliquer son emportement envers le directeur. Benkő examine les documents d'entreprise qu'il a reçus et accepte de se ranger du côté d'Ambrus en se opposant au directeur général, malgré le scandale encore plus énorme qui s'annonce et qui le menace désormais personnellement.

## Fiche technique
- Titre français : Les Murs[1]
- Titre original : Falak[2]
- Réalisation : András Kovács
- Scénario : András Kovács
- Photographie : György Illés (hu)
- Montage : Mária Daróczy
- Musique : Ismael, Míkis Theodorákis
- Décors : József Romvári, Judit Vidéki
- Production : MAFILM 1. Játékfilmstúdió
- Pays de production :  Hongrie
- Langue originale : hongrois
- Format : Noir et blanc - 2,35:1 - Son mono - 35 mm
- Durée : 87 minutes
- Genre : comédie dramatique
- Dates de sortie : 
  - Hongrie : 15 février 1968

## Distribution
- Miklós Gábor : Béla Benkõ
- Zoltán Latinovits : László Ambrus
- Philippe March : Lendvay
- László Mensáros : Ferenczi
- Imre Ráday :
- Zsuzsa Bánki : Erzsi
- Mari Szemes : Anna
- Judit Tóth : Márta
- Andrea Drahota : Zsuzsa
- Bernadette Lafont : Marie
- Tamás Major : Fõszerkesztõ
- István Iglódi :
- Árpád Benedek :
- István Avar : invité
- Nándor Tomanek : invité
- László Szabó

## Production
Le tournage du film a eu lieu à un moment historique : dans les mois qui ont précédé mai 68 à Paris, avant l'introduction du nouveau mécanisme économique (hu) (1er janvier 1968), puis avant le ralentissement et le recul des réformes, quelques mois avant la participation hongroise (hu) à l'invasion de la Tchécoslovaquie par le pacte de Varsovie.
Les scènes de rue parisiennes du film ont été tournées dans les lieux d'origine. À l'exception des scènes se déroulant à la réception de l'ambassade et de l'hôtel, ainsi que dans la chambre d'hôtel. Le bar où ils rencontrent Jancsó est le Chez Georges (près du croisement du boulevard Montparnasse et du boulevard Saint-Michel). On aperçoit l'ancien terminal de l'Aéroport international de Budapest-Ferenc Liszt, appelé plus tard terminal 1. Parmi les prises de vue à Budapest, il y a par exemple celle de la rue Rákóczi de nuit. On voit également le quartier du pont des Chaînes à Pest et le palais Gresham.